# Algemene Nederlandse Sjoelbond
De Algemene Nederlandse Sjoelbond (ANS) is het bestuursorgaan voor de sjoelsport in Nederland. De ANS is door NOC*NSF erkend als een van de 94 landelijke sportorganisaties.